# Мельцер, Леонид Зиновьевич
Леонид Зиновьевич Мельцер (18 августа 1909, Ялта — ?) — украинский советский учёный в области холодильной техники и технической термодинамики. Доктор технических наук (1965), профессор (1965).

## Биография
В 1935 году окончил Одесский институт инженеров водного транспорта. В годы Великой Отечественной войны служил на Черноморском флоте, капитан-лейтенант. В 1944 году был назначен первым начальником кафедры судовых двигателей внутреннего сгорания Владивостокского высшего мореходного училища. В том же году был переведён в Херсон для организации мореходного училища и с 1944 по 1945 годы был первым начальником восстановленного Мореходного училища ММФ СССР. В 1945 году был возвращён во Владивосток и до 1950 года вновь работал начальником кафедры судовых двигателей внутреннего сгорания и одновременно заместителем начальника Владивостокского высшего мореходного училища по учебной и научной работе.
С 1950 года — в Одесском технологическом институте пищевой и холодильной промышленности — сначала доцент, затем профессор и заведующий кафедрой теоретических основ тепло-хладотехники (впоследствии инженерной термодинамики). Возглавлял эту кафедру до 1980-х годов. Диссертацию доктора технических наук по теме «Исследование реальных процессов холодильных машин» защитил в 1965 году.
Основные научные труды в области теоретических основ холодильной техники, термодинамических методов анализа реальных циклов холодильных машин и тепловых насосов и проблем их эксплуатации, пионерские исследования теплофизических свойств компрессорных масел, маслофреоновых смесей и растворов хладагентов в маслах. Автор переиздававшегося учебника «Судовые холодильные установки» для судомеханических факультетов вузов Министерства морского флота СССР (совместно с В. С. Мартыновским).

## Семья
Сыновья — Владимир Леонидович Мельцер, учёный в области систем очистки воздуха и воды, кандидат технических наук (1989); Валентин Леонидович Мельцер, учёный в области встречноструйных систем тепло- и массообмена, доктор технических наук; Юрий Леонидович Мельцер, инженер.

## Монографии
- Л. З. Мельцер, В. Ф. Чайковский. Холодильные машины и установки для сельского хозяйства. Киев—Москва: Машгиз, 1956. — 104 с.
- С. Г. Чуклин, В. С. Мартыновский, Л. З. Мельцер. Холодильные установки. Учебник для вузов по специальности «Холодильные машины и аппараты». М.: Госторгиздат, 1961. — 472 с.
- Л. З. Мельцер. Смазка фреоновых холодильных машин. М.: Госиздат, 1962. — 99 с.; 2-е издание М.: Пищевая промышленность, 1969. — 133 с.
- В. С. Мартыновский, Л. З. Мельцер. Судовые холодильные установки. М.: Транспорт, 1964. — 383 с.
- В. С. Мартыновский, Л. З. Мельцер. Судовые холодильные установки и их эксплуатация. Л.: Судостроение, 1971. — 375 с.